# Мотварєвці
Мотварєвці (словен. Motvarjevci) — поселення в общині Моравське Топлице, Помурський регіон, Словенія. Висота над рівнем моря: 202,6 м.